# Раймунд Роже Транкавель
Райму́нд-Роже́ Транкаве́ль (фр. Raimond Roger Trencavel; 1185 — 10 ноября 1209) — из рода Транкавелей и Пантелей, виконт Альби, Амбьяле и Безье (вассал графа Тулузского), виконт Каркассона и Разеса (вассал графа Барселоны, который в то же время был королём Арагона).

## Семья
Раймунд Роже — сын Роже II Транкавеля и племянник Раймунда VI Тулузского. В 5 лет он стал сиротой и был отдан под опеку Бертрана де Сессака, известного катара. Женился на Агнесе де Монпелье, которая родила ему сына — Раймунда II Транкавеля.

## Начало правления
Раймунд-Роже жил в графском замке в Каркассоне, который был построен его предками ещё в XI веке. Он не был катаром, но, как и другие сеньоры Лангедока, терпимо и либерально относился к тому, что касалось религии. Например, его толерантность проявлялась в том, что он полагался на еврейскую общину в вопросе управления Безье.

## Альбигойские войны

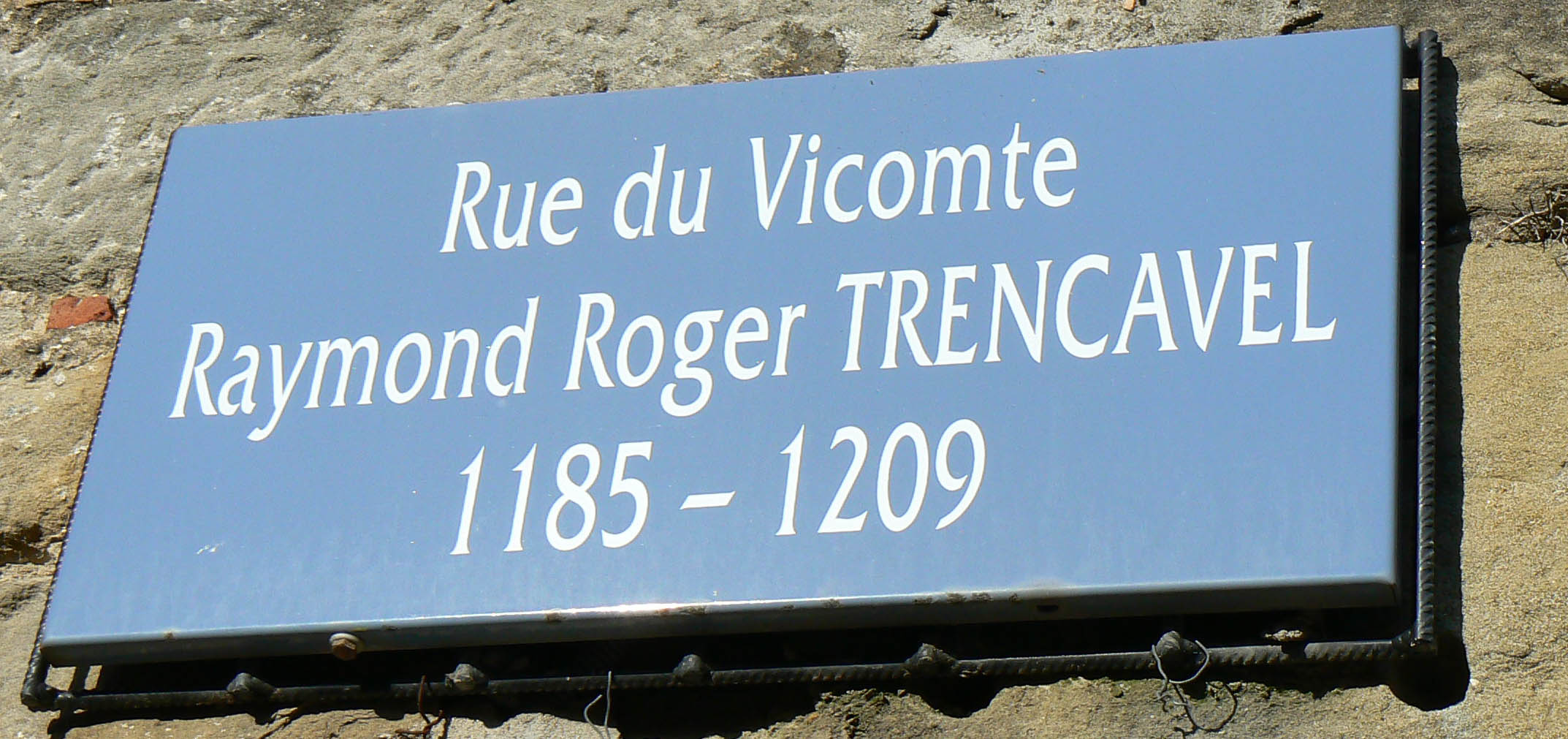
Улица в Каркассоне, названная в честь Раймунда-Роже

После убийства в 1208 году легата Пьера де Кастельно папа Иннокентий III начал крестовый поход против альбигойцев. Он отлучал от церкви сеньоров Лангедока (это коснулось и Раймунда-Роже, и его дяди Раймунда VI Тулузского), которые относились лояльно к еретикам.
В середине 1209 года крестоносцы собрались в Лионе и начали свой поход на юг. В июне Раймунд VI Тулузский, узнав о приближающейся опасности, покаялся в Валансе и пообещал бороться против ереси. Отлучение от церкви с него сняли, и он присоединился к крестоносцам, защитив таким образом свои земли.
Крестоносцы прошли через Монпелье и направились к землям Раймунда-Роже. Тот попытался поступить так же, как и его дядя, но легаты папы отказались его принять. В это время крестоносцы дошли до Безье и в июле заняли эти земли. Раймунд-Роже отступил в Каркассон.
1 августа крестоносцы начали осаду города. Так как Раймунд-Роже был вассалом правителя Арагона, он ожидал, что Педро II придет к нему на помощь, но тот, являясь прямым вассалом папы, предпочел дипломатический путь и стал посредником в переговорах между воюющими сторонами. Однако переговоры провалились. Педро предложил молодому Транкавелю покинуть город, взяв с собой 12 верных рыцарей, что было неприемлемо для Раймунда-Роже, так как трусливый побег из города навсегда запятнал бы его как труса и предателя. Он ответил что «лучше пусть с меня снимут кожу живьем». Так утверждает Зоя Ольденбург в своей книге, ссылаясь на хрониста-современника Пьера де Во де Серне.
В городе не хватало питьевой воды, поэтому 15 августа Каркассон был вынужден сдаться.
Однако известная исследовательница периода альбигойской войны Зоя Ольденбург утверждает, что положение Каркассона не было уж столь плачевным. Об этом свидетельствует факт наличия в городе большого количества скота, который потом по переписи был забран крестоносцами. Следовательно, запасы воды могли бы позволить продержаться ещё минимум несколько месяцев. И сдача Каркассона являлась результатом предательства, а не безвыходного положения горожан.
Кто-то из очень высокопоставленных лиц, хорошо знакомых виконту Каркассона, возможно его родственник, дал гарантии безопасности для него и его людей, и таким образом выманил его из крепости на переговоры. Это мог быть либо Педро Арагонский, либо граф Тулузы, что тоже вероятно, так как он в этот момент также находился в лагере, а возможно, что и они оба. Педро, к тому же, приходился родственником Раймунду Роже, так как их жёны были сводными сёстрами. В пользу этой версии говорит ещё и тот факт, что некоторые бывшие вассалы Транкавеля, среди которых был Пьер Роже де Кабаре, который настоятельно рекомендовал виконту не покидать замок, и Раймонд де Терм наотрез отказались потом присягнуть Педро, хотя это присяга могла бы их защитить. Что, возможно, было следствием того, что они считали Педро нарушителем клятвы и предателем.
Раймунд-Роже наивно полагал, что причина похода  религиозные разногласия и, по видимому, считал что разговор с представителем папы решит вопрос. Однако Арно Амори даже не стал разговаривать с виконтом, что подтверждает версию того, что кто-то целенаправленно дезинформировал Раймунда относительно планов папы и северных баронов. Им нужен был город целиком. Независимо от того, какого религиозного мировоззрения придерживаются его жители.
Раймунд-Роже взял на себя обязанность провести переговоры и заключить соглашение. Что произошло тогда, достоверно неизвестно: он был арестован во время переговоров или предложил себя в качестве заложника в обмен на жизнь горожан Каркассона. Известно лишь, что он был заключен в тюрьму, а горожане были изгнаны из города без возможности забрать с собой имущество. Хотя кажется довольно маловероятным, что Раймунд Роже Транкавель добровольно отдал себя в руки крестоносцев, так как это позволяло им диктовать уже любые условия сдачи.
Через несколько месяцев после сдачи Раймунд Роже умер в тюрьме, по официальной версии из-за дизентерии, но по косвенным данным, в частности письмам епископов в Рим — версия убийства была главной среди современников, хотя и не доказанной. Он мог умереть также и от ран, которые мог получить в том случае, если оказал сопротивление при пленении.
На Четвёртом латеранском соборе в 1215 году Раймонд Рокфеил сделал обвинение Монфора явным, и никто, включая Иннокентия III, не опроверг это. «Песнь о крестовом походе против альбигойцев» цитирует в лессе 146 слова Раймонда в отношении прав сына убитого виконта: «Мой господин, настоящий Папа, пожалейте осиротевшего ребёнка, молодого и изгнанного, сына почетного виконта, которого крестоносцы и сэр Саймон де Монфор убили позорной и мучительной смертью, он был добрым католиком. А они убили отца и лишили наследства сына. Отдадите ли вы, милорд, ему свое поместье и дадите ли возможность сохранить свое достоинство? И если вы откажетесь его отдать, то Бог накажет вас за грехи!» Этот разговор был хорошо принят баронами, и Папа сказал: «Это, безусловно, правильно».
То, что его крестоносцы убили виконта, вряд ли стало новостью для Папы. В письме двумя годами ранее Иннокентий III сам признал в письменной форме Арно Амори и других, что Раймунд Роже Тренкавель был «подло убит» — «miserabiliter interfectus» {Patrologiae Latina (JP Migne, Paris, 1844-64) v 216, col 739}.
Также Симона де Монфора обязали выплачивать вдове Раймунда Роже денежное содержание, что практиковалось в случае непредумышленных убийств. Симон де Монфор, который принимал участие в крестовом походе и получил земли Транкавелей, был осужден за то, что бросил Раймунда Роже в тюрьму, хотя версия убийства им Раймунда Роже на суде не поднималась.

## В кино
- В мини-сериале «Лабиринт» 2012 года роль Раймунда исполнил Том Фелтон.